# Andromma
Andromma is een geslacht van spinnen uit de familie bodemzakspinnen (Liocranidae).

## Soorten
De volgende soorten zijn bij het geslacht ingedeeld:
- Andromma aethiopicum Simon, 1893
- Andromma anochetorum Simon, 1910
- Andromma bouvieri Fage, 1936
- Andromma raffrayi Simon, 1899
  - Andromma raffrayi inhacorense Lessert, 1936